# Fars

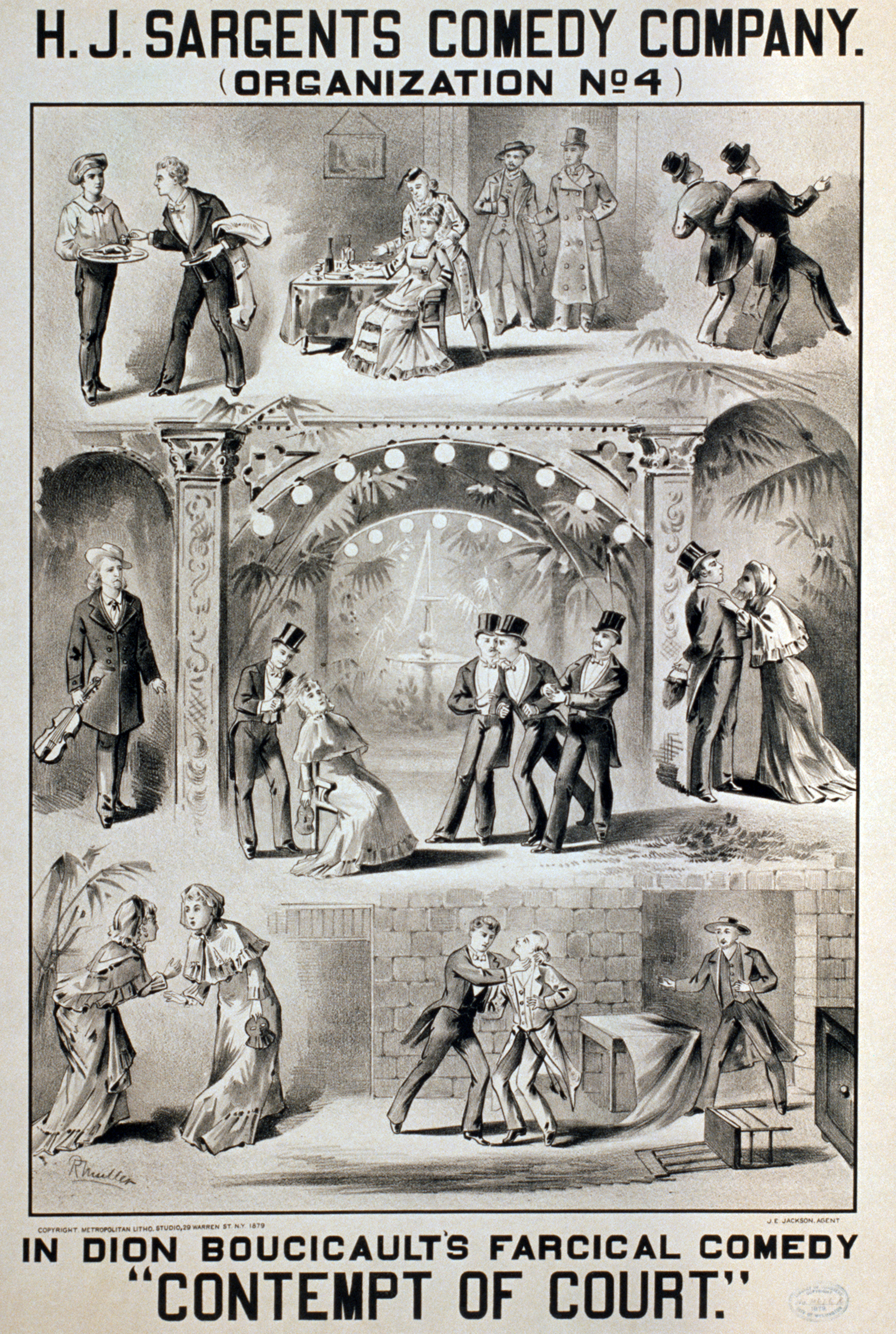
Affisch för Boucicaults fars Contempt of Court, från cirka 1879.

Fars är en typ av komedi som bygger på situationskomik. I en fars hamnar karaktärerna ofta i en knipa, inte sällan av moralisk karaktär och tvingas ta till lögner som sedan mynnar ut i en lång rad förvecklingar och missförstånd. 
Farser spelas i ett snabbt tempo, ofta med stora gester och snabba repliker för att inte eftertanken ska hinna ikapp och ta död på den oftast osannolika intrigen. Den karaktäriseras av fysisk humor och medvetet bruk av absurditeter och nonsens, och utspelar sig ofta på en och samma plats. Det har skrivits fars för både teater och film. 
Farsen är en form av folklustspel och är närbesläktad med buskis, där det senare ofta har en grövre humor och utmärks av "under-bältet"-humor, men gränsen mellan fars och buskis kan idag vara svår att dra.

## Historik
Ordet går tillbaka på det senlatinska ordet farsa eller farcire, "det som är instoppat i något annat". 1398 dyker det första gången upp i skrift [källa behövs]. Under äldre tid gick farsen under beteckningen mellanspel, entremes. Vid kyrkliga fester kunde man exempelvis stoppa in ett antal parodiska predikningar.
Under 1400- och 1500-talet frodades farsen främst i Frankrike. Det gycklades med obarmhärtigt bedragna män, ragator till hustrur, erotiska munkar, listiga advokater och giriga köpmän. I städerna uppfördes olika farser av resande teatersällskap såsom La bosoche och De sorglösa barnen. En av farserna de uppförde var Advokaten Patelin, urpremiär 1464. Upphovsmannen är okänd. Farsen levde kvar i sin lätt stereotypa form tills Molière anlände och gjorde farskomedi av den och gav karaktärerna en chans att fördjupas ända bort till det tragikomiska.
Under 1800-talet blir farsen riktigt salongsfähig genom Eugene Labiche och Georges Feydeau, som både skrev helaftonspjäser med mycket situationskomik. Två pjäser av Labiche har överlevt in i vår tid och spelas ibland: Den italienska halmhatten och Herr Perrichons resa. Feydeau var en flitig farsförfattare och skrev åtminstone 39 pjäser, oftast direkt för den speciella lustspelscenen i Palais Royal. Bland titlar märks Leva loppan, Spökhotellet och Damen från nattcaféet.
Feydeaus pjäser gjorde även stor succé i London. 1883 sattes Feydeaus Amour et piano upp i London och blev en omedelbar framgång. Det inspirerade brittisk författare. Exempelvis skrev Arthur Wing Pinero en rad farser som tydligt var inspirerade av Feydeau, exempelvis The Magistrate (1885) och Dandy Dick (1887). Pinero tog sin utgångspunkt i det viktorianska Englands syn på moral och skapade här en grund för den guldålder som den brittiska farsen kom att få under 1900-talet med namn som Ben Travers och Philip King. I modern tid har Ray Cooney bidragit med många så kallade spring-i-dörr-farser. Till hans mest kända stycken hör Kuta och kör, Hotelliggaren och Det stannar i familjen.

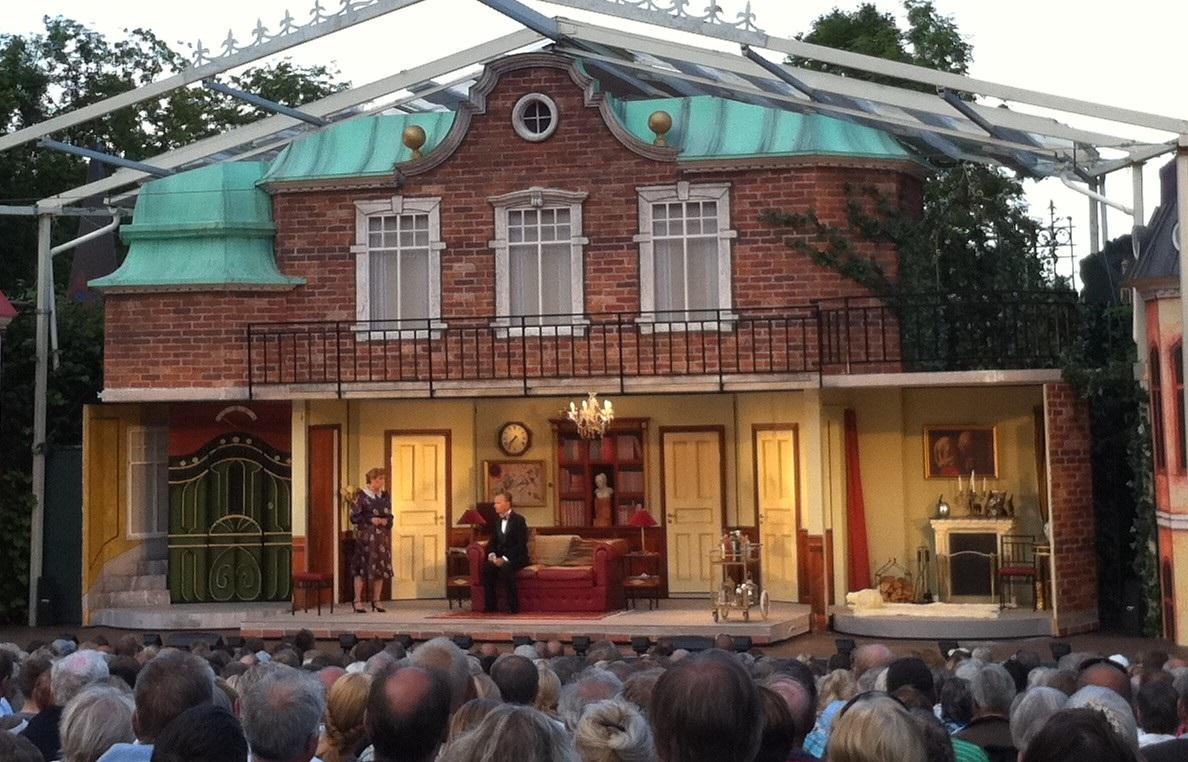
Eva Rydberg och Johan Ulveson i Gröna hissen på Fredriksdalsteatern, 2010. Gröna hissen skriven 1915 är en av farsens stora klassisker.

Farsen har sina klassiker: Charleys tant (1892) av Brandon Thomas och Gröna hissen (1915) av Avery Hopwood. Och i början av 1900-talet skrev tyskarna Franz Arnold och Ernst Bach ihop en rad farsartade lustspel såsom Spanska flugan och Hurra en pojke.

## Svensk fars
Exempel på svensk samtida fars är exempelvis de föreställningar som Adde Malmberg, Johan Schildt och Robert Sjöblom skrev under några år, som En kurd i stan för Uppsala stadsteater (1998), Vi som tar genvägen för Svenska teatern Åbo (1999) och Panik på klinik för Svenska teatern Åbo (2001) och Intiman (2009). Ett annat exempel är komikerduon Stefan & Krister som sedan de slog igenom i TV-programmet Full fräs på 1990-talet gjort farser på somrarna på Vallarnas friluftsteater i Falkenberg. I Sverige har det blivit tradition att sätta upp farser på vissa friluftsteatrar om somrarna. 

## Teman
Ett vanligt förekommande tema i farser är utomäktenskaplig erotik och inte sällan förekommer alkoholism, dårskap och skämtande om moral och etik. Därför är det inte ovanligt att det förekommer präster, militärer, politiker och andra som ska tillhöra en oförvitlig del av samhället, men som misslyckas med detta. En annan klassisk roll är den intelligenta husan, drängen eller liknande, som ser igenom alla lögner och avslöjar hur det ligger till. I vissa pjäser kan denna roll även vända sig direkt till publiken i vissa repliker och därmed bryta den så kallade fjärde väggen.
En typisk farsdekor består i regel av många dörrar, därav ordet spring-i-dörr-fars. Att spela fars är att gå igenom dörren i rätta ögonblicket. En fars är oftast uppbyggd som ett matematiskt problem och skulle någon skådespelare råka gå igenom fel dörr faller hela pjäsen ihop som ett korthus.